# Lista de prefeitos de Patos de Minas
Esta é a lista de prefeitos e vice-prefeitos do município de Patos de Minas, no estado brasileiro de Minas Gerais.
| Nº | Prefeito                                 | Imagem            | Partido                                          | Vice-Prefeito                               | Início do mandato       | Fim do mandato                                  | Observações                                   |
| 1  | Clarimundo José da Fonseca Sobrinho      |                   | Partido Progressista PP                          | —                                           | 1º de fevereiro de 1930 | 30 de setembro de 1945                          | Interventor nomeado pelo Governador           |
| 2  | João Nei Soares Couto                    |                   | Partido Progressista PP                          | Antônio Amaro Gomes (PP)                    | 1º de outubro de 1945   | 31 de janeiro de 1946                           | Prefeito nomeado pelo Governador de Estado    |
| 3  | Sebastião Silva Sobrinho                 |                   | Partido Social Democrático PSD                   | Nelson Cândido (PSD)                        | 1º de fevereiro de 1946 | 31 de março de 1946                             | Prefeito nomeado pelo Governador de Estado    |
| 4  | Epaminondas da Costa Lages               |                   | Partido Democrata Cristão PDC                    | Domingos Odone Dissei (PSD)                 | 1º de abril de 1946     | 1º de março de 1947                             | Prefeito nomeado pelo Governador de Estado    |
| 5  | Jacques Corrêa da Costa                  |                   | União Democrática Nacional UDN                   | José Reno Passino (UDN)                     | 1º de março de 1947     | 30 de setembro de 1947                          | Prefeito nomeado pelo Governador de Estado    |
| 6  | Vicente Pereira Guimarães, Vicente Mandú |                   | União Democrática Nacional UDN                   | Lúcio Santos Nogueira (UDN)                 | 1º de outubro de 1947   | 1º de março de 1951                             | Prefeito e vice eleitos em sufrágio universal |
| 7  | Jacques Corrêa da Costa                  |                   | União Democrática Nacional UDN                   | José Reno Passino (UDN)                     | 1º de março de 1951     | 1º de março de 1955                             | Prefeito e vice eleitos em sufrágio universal |
| 8  | Genésio Garcia Rosa                      |                   | Partido Social Democrático PSD                   | Antônio da Silva Caixeta (PSD)              | 1º de março de 1955     | 1º de março de 1959                             | Prefeito e vice eleitos em sufrágio universal |
| 9  | Sebastião Alves do Nascimento            |                   | União Democrática Nacional UDN                   | Vicente Pereira Guimarães (UDN)             | 1º de março de 1959     | 1º de março de 1962                             | Prefeito e vice eleitos em sufrágio universal |
| 10 | Vicente Pereira Guimarães, Vicente Mandú |                   | União Democrática Nacional UDN                   | —                                           | 1º de março de 1962     | 1º de março de 1963                             | Vice-Prefeito eleito no cargo de titular      |
| 11 | Pedro Pereira dos Santos                 |                   | Partido Social Democrático PSD                   | Genésio Garcia Rosa (PSD)                   | 1º de março de 1963     | 1º de março de 1967                             | Prefeito e vice eleitos em sufrágio universal |
| 12 | Ataídes de Deus Vieira                   |                   | Partido Social Democrático PSD                   | Marco Antônio Pereira (PSD)                 | 1º de março de 1967     | 1º de março de 1971                             | Prefeito e vice eleitos em sufrágio universal |
| 13 | Sebastião Silvério de Faria              |                   | Aliança Renovadora Nacional ARENA                | Mauro Puerro (ARENA)                        | 1º de março de 1971     | 31 de janeiro de 1973                           | Prefeito e vice eleitos em sufrágio universal |
| 14 | Valdemar da Rocha Filho                  |                   | Aliança Renovadora Nacional ARENA                | Antônio Cirino Sobrinho (ARENA)             | 1º de fevereiro de 1973 | 31 de janeiro de 1977                           | Prefeito e vice eleitos em sufrágio universal |
| 15 | Dácio Pereira da Fonseca                 |                   | Partido Democrático Social PDS                   | Ricardo Rodrigues Marques (PDS)             | 1º de fevereiro de 1977 | 31 de janeiro de 1983                           | Prefeito e vice eleitos em sufrágio universal |
| 16 | Arlindo Porto Neto                       |                   | Partido do Movimento Democrático Brasileiro PMDB | Aldo Lino Silva (PMDB)                      | 1º de fevereiro de 1983 | 31 de janeiro de 1989                           | Prefeito e vice eleitos em sufrágio universal |
| 17 | Antonio do Valle Ramos                   |                   | Partido do Movimento Democrático Brasileiro PMDB | João Batista Dias Macarrão (PRN)            | 1º de fevereiro de 1989 | 31 de dezembro de 1992                          | Prefeito e vice eleitos em sufrágio universal |
| 18 | Jarbas Cambraia                          |                   | Partido do Movimento Democrático Brasileiro PMDB | Eduardo Maia (PFL)                          | 1º de janeiro de 1993   | 31 de dezembro de 1996                          | Prefeito e vice eleitos em sufrágio universal |
| 19 | Elmiro Alves do Nascimento               |                   | Partido da Frente Liberal PFL                    | Elvira Ferreira Porto Cordeiro              | 1º de janeiro de 1997   | 31 de dezembro de 2000                          | Prefeito e vice eleitos em sufrágio universal |
| 20 | José Humberto Soares                     |                   | Partido Trabalhista Brasileiro PTB               | Edimê Erlinda de Lima Avelar (PDT)          | 1º de janeiro de 2001   | 31 de dezembro de 2004                          | Prefeito e vice eleitos em sufrágio universal |
| 21 | Antônio do Valle Ramos                   |                   | Partido Progressista PP                          | Maria Beatriz Savassi, Béia (PFL)           | 1º de janeiro de 2005   | 31 de dezembro de 2008                          | Prefeito e vice eleitos em sufrágio universal |
| 22 | Maria Beatriz Savassi, Béia Savassi      |                   | Democratas DEM                                   | José Eustáquio Rodrigues Alves (DEM)        | 1º de janeiro de 2009   | 31 de dezembro de 2012                          | Prefeita e vice eleitos em sufrágio universal |
| 23 | Pedro Lucas Rodrigues                    |                   | Partido Social Democrático PSD                   | Sandro Ângelo de Andrade (PV)               | 1º de janeiro de 2013   | 31 de dezembro de 2016                          | Prefeito e vice eleitos em sufrágio universal |
| 24 | José Eustáquio Rodrigues Alves           |                   | Democratas DEM                                   | Paulo Roberto Mota (PPS)                    | 1º de janeiro de 2017   | 31 de dezembro de 2020                          | Prefeito e vice eleitos em sufrágio universal |
| 25 | Luís Eduardo Falcão                      |                   | Podemos PODE                                     | Sandra Gomes (PODE) até 2023 (PL) após 2023 | 1º de janeiro de 2021   | 31 de dezembro de 2024                          | Prefeito e vice eleitos em sufrágio universal |
| 25 | Luís Eduardo Falcão                      | Partido Novo NOVO | 1° de janeiro de 2025                            | Sandra Gomes (PODE) até 2023 (PL) após 2023 | Atualidade              | Prefeito e vice reeleitos em sufrágio universal |                                               |